# France aux Jeux paralympiques d'été de 2024
La France participe aux Jeux paralympiques d'été de 2024 à Paris du 28 août au 8 septembre 2024 en tant que nation organisatrice. Il s'agit de sa 17e participation à des Jeux paralympiques d'été.
L'athlète handisport Nantenin Keïta et le paratriathlète Alexis Hanquinquant sont nommés porte-drapeau de la délégation en juillet 2024.

## Délégation
La délégation française est composée de 236 athlètes et 20 guides.
Pour la première fois, à Paris en 2024, les athlètes porteront les couleurs de la France dans les 22 sports et les 23 disciplines présentes au programme des Jeux Paralympiques. Le CPSF atteint cette année une représentation record au sein de sa délégation sportive avec 81 femmes (34,32 %) et 155 hommes titulaires (65,68 %) bien que celle-ci n’atteigne pas encore une parité totale.
Voici la liste des qualifiés et sélectionnés français par sport :
| Sport           | Hommes | Femmes | Total |
| --------------- | ------ | ------ | ----- |
| Athlétisme      | 15     | 12     | 27    |
| Aviron          | 5      | 5      | 10    |
| Badminton       | 5      | 3      | 8     |
| Basket-ball     | 12     | 0      | 12    |
| Boccia          | 3      | 2      | 5     |
| Canoë-kayak     | 2      | 2      | 4     |
| Cyclisme        | 12     | 4      | 16    |
| Dynamophilie    | 3      | 1      | 4     |
| Équitation      | 1      | 3      | 4     |
| Escrime         | 4      | 3      | 7     |
| Football à 5    | 10     | 0      | 10    |
| Goalball        | 6      | 6      | 12    |
| Judo            | 7      | 2      | 9     |
| Natation        | 7      | 7      | 14    |
| Rugby           | 12     | 0      | 12    |
| Taekwondo       | 1      | 2      | 3     |
| Tennis          | 4      | 4      | 8     |
| Tennis de table | 15     | 6      | 21    |
| Tir             | 7      | 2      | 9     |
| Tir à l'arc     | 4      | 2      | 6     |
| Triathlon       | 10     | 7      | 17    |
| Volley-ball     | 12     | 9      | 21    |
| Total           | 157    | 82     | 239   |

## Bilan général
| Sport              | Médaille d'or, Jeux paralympiques | Médaille d'argent, Jeux paralympiques | Médaille de bronze, Jeux paralympiques | Total | Rang pays |
| ------------------ | --------------------------------- | ------------------------------------- | -------------------------------------- | ----- | --------- |
| Athlétisme         | 0                                 | 3                                     | 2                                      | 5     | 43e       |
| Aviron             | 0                                 | 0                                     | 2                                      | 2     | 8e        |
| Badminton          | 2                                 | 0                                     | 1                                      | 3     | 3e        |
| Boccia             | 1                                 | 0                                     | 0                                      | 1     | 6e        |
| Canoë-kayak        | 0                                 | 1                                     | 1                                      | 2     | 8e        |
| Cyclisme sur route | 7                                 | 10                                    | 4                                      | 21    | 2e        |
| Cyclisme sur piste | 3                                 | 2                                     | 2                                      | 7     | 3e        |
| Escrime            | 0                                 | 0                                     | 1                                      | 1     | 11e       |
| Football à 5       | 1                                 | 0                                     | 0                                      | 1     | 1er       |
| Judo               | 0                                 | 2                                     | 2                                      | 4     | 11e       |
| Natation           | 2                                 | 6                                     | 6                                      | 14    | 13e       |
| Taekwondo          | 0                                 | 1                                     | 0                                      | 1     | 12e       |
| Tennis de table    | 0                                 | 1                                     | 5                                      | 6     | 20e       |
| Tir                | 1                                 | 1                                     | 1                                      | 3     | 6e        |
| Triathlon          | 2                                 | 1                                     | 1                                      | 4     | 3e        |
| Total              | 19                                | 28                                    | 28                                     | 75    |           |

| Jour          | Médaille d'or, Jeux paralympiques | Médaille d'argent, Jeux paralympiques | Médaille de bronze, Jeux paralympiques | Total |
| ------------- | --------------------------------- | ------------------------------------- | -------------------------------------- | ----- |
| 29 août       | 1                                 | 2                                     | 0                                      | 3     |
| 30 août       | 1                                 | 3                                     | 2                                      | 6     |
| 31 août       | 1                                 | 1                                     | 6                                      | 8     |
| 1er septembre | 3                                 | 3                                     | 3                                      | 9     |
| 2 septembre   | 5                                 | 1                                     | 2                                      | 8     |
| 3 septembre   | 0                                 | 2                                     | 2                                      | 4     |
| 4 septembre   | 4                                 | 5                                     | 3                                      | 12    |
| 5 septembre   | 2                                 | 5                                     | 4                                      | 11    |
| 6 septembre   | 0                                 | 2                                     | 2                                      | 4     |
| 7 septembre   | 2                                 | 3                                     | 4                                      | 9     |
| 8 septembre   | 0                                 | 1                                     | 0                                      | 1     |
| Total         | 19                                | 28                                    | 28                                     | 75    |

| Sexe   | Médaille d'or, Jeux paralympiques | Médaille d'argent, Jeux paralympiques | Médaille de bronze, Jeux paralympiques | Total |
| ------ | --------------------------------- | ------------------------------------- | -------------------------------------- | ----- |
| Hommes | 16                                | 20                                    | 22                                     | 58    |
| Femmes | 3                                 | 8                                     | 3                                      | 14    |
| Mixte  | 0                                 | 0                                     | 3                                      | 3     |
| Total  | 19                                | 28                                    | 28                                     | 75    |

### Athlètes multi-médaillés
| Athlète                | Sport                                 | Médaille d'or, Jeux paralympiques | Médaille d'argent, Jeux paralympiques | Médaille de bronze, Jeux paralympiques | Total |
| ---------------------- | ------------------------------------- | --------------------------------- | ------------------------------------- | -------------------------------------- | ----- |
| Mathieu Bosredon       | Cyclisme sur route                    | 3                                 | 0                                     | 0                                      | 3     |
| Alexandre Léauté       | Cyclisme sur piste Cyclisme sur route | 2                                 | 0                                     | 2                                      | 4     |
| Florian Jouanny        | Cyclisme sur route                    | 2                                 | 0                                     | 1                                      | 3     |
| Ugo Didier             | Natation                              | 1                                 | 2                                     | 0                                      | 3     |
| Tanguy de La Forest    | Tir                                   | 1                                 | 1                                     | 0                                      | 2     |
| Kévin Le Cunff         | Cyclisme sur route                    | 1                                 | 1                                     | 0                                      | 2     |
| Marie Patouillet       | Cyclisme sur piste                    | 1                                 | 1                                     | 0                                      | 2     |
| Thomas Peyroton-Dartet | Cyclisme sur route                    | 1                                 | 1                                     | 0                                      | 2     |
| Dorian Foulon          | Cyclisme sur piste Cyclisme sur route | 1                                 | 0                                     | 1                                      | 2     |
| Lucas Mazur            | Badminton                             | 1                                 | 0                                     | 1                                      | 2     |
| Émeline Pierre         | Natation                              | 1                                 | 0                                     | 1                                      | 2     |
| Alex Portal            | Natation                              | 0                                 | 3                                     | 1                                      | 4     |
| Heïdi Gaugain          | Cyclisme sur piste Cyclisme sur route | 0                                 | 3                                     | 0                                      | 3     |
| Timothée Adolphe       | Athlétisme                            | 0                                 | 2                                     | 0                                      | 2     |
| Johan Quaile           | Cyclisme sur route                    | 0                                 | 2                                     | 0                                      | 2     |
| Loïc Vergnaud          | Cyclisme sur route                    | 0                                 | 2                                     | 0                                      | 2     |
| Gatien Le Rousseau     | Cyclisme sur piste Cyclisme sur route | 0                                 | 1                                     | 1                                      | 2     |
| Hector Denayer         | Natation                              | 0                                 | 1                                     | 1                                      | 2     |
| Laurent Chardard       | Natation                              | 0                                 | 0                                     | 2                                      | 2     |
| Fabien Lamirault       | Tennis de table                       | 0                                 | 0                                     | 2                                      | 2     |

### Athlètes médaillés dans la même épreuve
Cette section prend uniquement en compte les médailles remportées en individuel, pas par équipe.
| Sport              | Épreuve                         | Médaille d'or, Jeux paralympiques | Médaille d'argent, Jeux paralympiques   | Médaille de bronze, Jeux paralympiques | Jour          |
| ------------------ | ------------------------------- | --------------------------------- | --------------------------------------- | -------------------------------------- | ------------- |
| Natation           | 400 m nage libre S13            | -                                 | Alex Portal                             | Kylian Portal                          | 31 août       |
| Cyclisme sur piste | Poursuite individuelle C5       | Marie Patouillet                  | Heïdi Gaugain                           | -                                      | 1er septembre |
| Triathlon          | PTVI Hommes                     | -                                 | Thibaut Rigaudeau Guide : Cyril Viennot | Antoine Pérel Guide : Yohan Le Berre   | 2 septembre   |
| Cyclisme sur route | Contre la montre C4             | Kévin Le Cunff                    | Gatien Le Rousseau                      | -                                      | 4 septembre   |
| Cyclisme sur route | Contre la montre H3             | Mathieu Bosredon                  | Johan Quaile                            | -                                      | 4 septembre   |
| Cyclisme sur route | Course en ligne H3              | Mathieu Bosredon                  | Johan Quaile                            | -                                      | 5 septembre   |
| Natation           | 200 m 4 nages SM9               | -                                 | Ugo Didier                              | Hector Denayer                         | 5 septembre   |
| Cyclisme sur route | Course sur route masculine C1-3 | -                                 | Thomas Peyroton-Dartet                  | Alexandre Léauté                       | 7 septembre   |

## Médaillés

### Médailles d’or
| Sport              | Discipline                                       | Athlète(s) | Performance                           | Date          |
| ------------------ | ------------------------------------------------ | --- | ------------------------------------- | ------------- |
| Badminton          | Simple hommes SL4                                | Lucas Mazur | 2-0 contre Lalinakere Yathiraj        | 2 septembre   |
| Badminton          | Simple hommes SH6                                | Charles Noakes | 2-0 contre Coombs                     | 2 septembre   |
| Boccia             | Individuel BC1 féminin                           | Aurélie Aubert Assistant : Claudine Llop | 5-4 contre Jeralyn Tan                | 2 septembre   |
| Cécifoot           | Tournoi masculin                                 | Martin Baron Mickaël Miguez Gaël Rivière Fabrice Morgado Frédéric Villeroux Hakim Arezki Tidiane Diakité Khalifa Youmé Benoît Chevreau de Montlehu (gardien) Alessandro Bartolomucci (gardien) | 1-1 (3-2 tab) contre Argentine        | 7 septembre   |
| Cyclisme sur piste | Poursuite masculine C2                           | Alexandre Léauté | 3 min 26 s 015 contre Ewoud Vromant   | 30 août       |
| Cyclisme sur piste | Poursuite masculine C5                           | Dorian Foulon | 4 min 16 s 169 contre Yegor Dementyev | 31 août       |
| Cyclisme sur piste | Poursuite féminine C5                            | Marie Patouillet | 3 min 35 s 691 contre Heïdi Gaugain   | 1er septembre |
| Cyclisme sur route | Contre-la-montre C2 masculin                     | Alexandre Léauté | 19 min 24 s 45                        | 4 septembre   |
| Cyclisme sur route | Contre-la-montre C3 masculin                     | Thomas Peyroton-Dartet | 38 min 28 s 80                        | 4 septembre   |
| Cyclisme sur route | Contre-la-montre masculin C4                     | Kévin Le Cunff | 36 min 46 s 49                        | 4 septembre   |
| Cyclisme sur route | Contre-la-montre masculin H3                     | Mathieu Bosredon | 43 min 33 s 22                        | 4 septembre   |
| Cyclisme sur route | Course en ligne H1-2                             | Florian Jouanny | 1 h 20 min 18 s                       | 5 septembre   |
| Cyclisme sur route | Course en ligne H3                               | Mathieu Bosredon | 1 h 34 min 36 s                       | 5 septembre   |
| Cyclisme sur route | Relais mixte par équipes - H1-5                  | Mathieu Bosredon Florian Jouanny Joseph Fritsch | 24 min 12 s                           | 7 septembre   |
| Natation           | 400 mètres nage libre S9 masculin                | Ugo Didier | 4 min 12 s 55                         | 29 août       |
| Natation           | 100 mètres nage libre S10 féminin                | Émeline Pierre | 1 min 0 s 49                          | 1er septembre |
| Tir                | Carabine à air comprimé à 10 m couché - SH2 Open | Tanguy de La Forest | 255,4 pts                             | 1er septembre |
| Triathlon          | PTS2 masculin                                    | Jules Ribstein | 1 h 5 min 47 s                        | 2 septembre   |
| Triathlon          | PTS4 masculin                                    | Alexis Hanquinquant | 58 min 1 s                            | 2 septembre   |

### Médailles d’argent
| Sport              | Discipline                                       | Athlète(s)                                | Performance                               | Date          |
| ------------------ | ------------------------------------------------ | ----------------------------------------- | ----------------------------------------- | ------------- |
| Athlétisme         | 400 mètres T11 masculin                          | Timothée Adolphe Guide : Jeffrey Lami     | 50 s 75                                   | 1er septembre |
| Athlétisme         | Lancer du poids F20 féminin                      | Gloria Agblemagnon                        | 14,43 m                                   | 1er septembre |
| Athlétisme         | 100 mètres T11 masculin                          | Timothée Adolphe Guide : Charles Renard   | 11 s 05                                   | 5 septembre   |
| Canoë-kayak        | KL3 féminin                                      | Nélia Barbosa                             | 47 s 91                                   | 8 septembre   |
| Cyclisme sur piste | Vitesse féminine C4–5                            | Marie Patouillet                          | 36 s 700                                  | 29 août       |
| Cyclisme sur piste | Poursuite féminine C5                            | Heïdi Gaugain                             | 3 min 37 s 723 contre Marie Patouillet    | 1er septembre |
| Cyclisme sur route | Contre-la-montre féminin C5                      | Heïdi Gaugain                             | 20 min 26 s 84                            | 4 septembre   |
| Cyclisme sur route | Contre-la-montre masculin B                      | Elie de Carvalho Guide : Mickaël Guichard | 34 min 23 s 73                            | 4 septembre   |
| Cyclisme sur route | Contre-la-montre masculin C4                     | Gatien Le Rousseau                        | 37 min 18 s 38                            | 4 septembre   |
| Cyclisme sur route | Contre-la-montre masculin H3                     | Johan Quaile                              | 45 min 33 s 41                            | 4 septembre   |
| Cyclisme sur route | Contre-la-montre masculin H5                     | Loïc Vergnaud                             | 43 min 20 s 40                            | 4 septembre   |
| Cyclisme sur route | Course en ligne masculine H3                     | Johan Quaile                              | 1 h 35 min 57 s                           | 5 septembre   |
| Cyclisme sur route | Course en ligne masculine H5                     | Loïc Vergnaud                             | 1 h 34 min 27 s                           | 5 septembre   |
| Cyclisme sur route | Course en ligne masculine C4-5                   | Kévin Le Cunff                            | 2 h 18 min 59 s                           | 6 septembre   |
| Cyclisme sur route | Course en ligne féminine C4-5                    | Heïdi Gaugain                             | 1 h 54 min 24 s                           | 6 septembre   |
| Cyclisme sur route | Course en ligne masculine C1-3                   | Thomas Peyroton-Dartet                    | 1 h 43 min 19 s                           | 7 septembre   |
| Judo               | J2 -48 kg femmes                                 | Sandrine Martinet-Aurières                | 0 - 10 contre Akmaral Nauatbek            | 5 septembre   |
| Judo               | J2 -90 kg hommes                                 | Hélios Latchoumanaya                      | 0 - 1 contre Oleksandr Nazarenko          | 7 septembre   |
| Natation           | 100 mètres papillon S13                          | Alex Portal                               | 54 s 38                                   | 29 août       |
| Natation           | 100 mètres brasse S9                             | Hector Denayer                            | 1 min 5 s 91                              | 30 août       |
| Natation           | 400 mètres nage libre S13                        | Alex Portal                               | 4 min 0 s 21                              | 31 août       |
| Natation           | 100 mètres dos S9                                | Ugo Didier                                | 1 min 1 s 48                              | 3 septembre   |
| Natation           | 200 mètres 4 nages SM13                          | Alex Portal                               | 2 min 6 s 66                              | 3 septembre   |
| Natation           | 200 mètres 4 nages SM9                           | Ugo Didier                                | 2 min 15 s 98                             | 5 septembre   |
| Taekwondo          | K44 -65kg femmes                                 | Djelika Diallo                            | 7 - 13 contre Ana Carolina Silva de Moura | 30 août       |
| Tennis de table    | Simple hommes MS9                                | Lucas Didier                              | 0 - 3 contre Laurens Devos                | 7 septembre   |
| Tir                | Carabine à air comprimé à 10 m debout - SH2 Open | Tanguy de La Forest                       | 253,1 pts                                 | 30 août       |
| Triathlon          | PTVI masculin                                    | Thibaut Rigaudeau Guide : Cyril Viennot   | 1 h 0 min 5 s                             | 2 septembre   |

### Médailles de bronze
| Sport              | Discipline                         | Athlète(s)                                                                           | Performance                                     | Date          |
| ------------------ | ---------------------------------- | ------------------------------------------------------------------------------------ | ----------------------------------------------- | ------------- |
| Athlétisme         | 1 500 mètres T46                   | Antoine Praud                                                                        | 3 min 51 s 37                                   | 31 août       |
| Athlétisme         | Saut en longueur T37 féminin       | Manon Genest                                                                         | 4,59 m                                          | 1er septembre |
| Aviron             | Skiff PR1 femmes                   | Nathalie Benoit                                                                      | 10 min 34 s 40                                  | 1er septembre |
| Aviron             | Quatre barré PR2 mixte             | Candyce Chafa Rémy Taranto Grégoire Bireau Margot Boulet Émilie Acquistapace (barr.) | 7 min 3 s 11                                    | 1er septembre |
| Badminton          | Double mixte SL3-SU5               | Lucas Mazur Faustine Noël                                                            | 2 - 0 contre Siripong Teamarrom/Nipada Seansupa | 2 septembre   |
| Canoë-kayak        | KL1 200 mètres masculin            | Rémy Boullé                                                                          | 47 s 01                                         | 7 septembre   |
| Cyclisme sur piste | Vitesse masculine C1–3             | Alexandre Léauté                                                                     | 1 min 4 s 207                                   | 31 août       |
| Cyclisme sur piste | Poursuite masculine C4             | Gatien Le Rousseau                                                                   | 4 min 24 s 096 contre Kévin Le Cunff            | 31 août       |
| Cyclisme sur route | Contre-la-montre masculin H2       | Florian Jouanny                                                                      | 25 min 19 s 29                                  | 4 septembre   |
| Cyclisme sur route | Contre-la-montre masculin C5       | Dorian Foulon                                                                        | 36 min 49 s 84                                  | 4 septembre   |
| Cyclisme sur route | Course en ligne masculine B        | Alexandre Lloveras Guide : Yoann Paillot                                             | 2 h 55 min 18 s                                 | 6 septembre   |
| Cyclisme sur route | Course en ligne masculine C1-3     | Alexandre Léauté                                                                     | 1 h 43 min 43 s                                 | 7 septembre   |
| Escrime            | Fleuret masculin par équipes       | Ludovic Lemoine Yohan Peter Damien Tokatlian Maxime Valet                            | 45-36 contre Italie                             | 5 septembre   |
| Judo               | J1 -90 kg hommes                   | Cyril Jonard                                                                         | 10 - 0 contre Turgun Abdiev                     | 7 septembre   |
| Judo               | J1 +90 kg hommes                   | Jason Grandry                                                                        | 10 - 0 contre Onur Tastan                       | 7 septembre   |
| Natation           | 100 mètres dos S13                 | Alex Portal                                                                          | 59 s 08                                         | 30 août       |
| Natation           | 400 mètres nage libre S13          | Kylian Portal                                                                        | 4 min 5 s 99                                    | 31 août       |
| Natation           | 50 mètres papillon S6              | Laurent Chardard                                                                     | 31 s 65                                         | 3 septembre   |
| Natation           | 100 mètres nage libre S6           | Laurent Chardard                                                                     | 1 min 5 s 28                                    | 5 septembre   |
| Natation           | 200 mètres 4 nages S9              | Hector Denayer                                                                       | 2 min 17 s 34                                   | 5 septembre   |
| Natation           | 100 mètres dos S10 féminin         | Émeline Pierre                                                                       | 1 min 9 s 44                                    | 6 septembre   |
| Tennis de table    | Double hommes MD4                  | Fabien Lamirault Julien Michaud                                                      | 1 - 3 contre Jang Yeongjin / Park Sung Joo      | 30 août       |
| Tennis de table    | Double hommes MD14                 | Clément Berthier Esteban Herrault                                                    | 0 - 3 contre Liao / Yan Shuo                    | 31 août       |
| Tennis de table    | Double mixte XD7                   | Florian Merrien Flora Vautier                                                        | 0 - 3 contre Feng Panfeng / Zhou Ying           | 31 août       |
| Tennis de table    | Simple masculin classe 2           | Fabien Lamirault                                                                     | 1 - 3 contre Jiři Suchánek                      | 4 septembre   |
| Tennis de table    | Simple masculin classe 10          | Matéo Bohéas                                                                         | 1 - 3 contre Patryk Chojnowski                  | 3 septembre   |
| Tir                | Carabine à 50 m couché - SH1 Mixte | Jean-Louis Michaud                                                                   | 227,8 pts                                       | 5 septembre   |
| Triathlon          | PTVI masculin                      | Antoine Pérel Guide : Yohan Le Berre                                                 | 1 h 0 min 25 s                                  | 2 septembre   |

## Sports

### Athlétisme
Hommes
| Athlètes                                                      | Épreuve     | Série       | Série       | Demi-finale | Demi-finale | Finale        | Finale                                 |
| Athlètes                                                      | Épreuve     | Temps       | Rang        | Temps       | Rang        | Temps         | Rang                                   |
| ------------------------------------------------------------- | ----------- | ----------- | ----------- | ----------- | ----------- | ------------- | -------------------------------------- |
| Timothée Adolphe guide : Jeffrey Lami guide : Charles Renard  | 100 m T11   | 11 s 19     | 2e          | 11 s 11     | 2e          | 11 s 05       | Médaille d'argent, Jeux paralympiques  |
| Timothée Adolphe guide : Jeffrey Lami guide : Charles Renard  | 400 m T11   | 51 s 39     | 1er         | 50 s 87     | 1er         | 50 s 75       | Médaille d'argent, Jeux paralympiques  |
| Trésor Makunda guide : Lucas Mathonat guide : Joachim Berland | 100 m T11   | 12 s 06     | 15e         | Éliminé     | Éliminé     | Éliminé       | Éliminé                                |
| Trésor Makunda guide : Lucas Mathonat guide : Joachim Berland | 400 m T11   | 53 s 20     | 10e         | Éliminé     | Éliminé     | Éliminé       | Éliminé                                |
| Renaud Clerc                                                  | 1 500 m T38 | Non disputé | Non disputé | Non disputé | Non disputé | 4 min 20 s 40 | 7e                                     |
| Pierre Fairbank                                               | 100 m T53   | 15 s 32     | 4e          | Non disputé | Non disputé | 15 s 28       | 5e                                     |
| Pierre Fairbank                                               | 400 m T53   | 49 s 10     | 5e          | Non disputé | Non disputé | 50 s 37       | 6e                                     |
| Pierre Fairbank                                               | 800 m T53   | Non disputé | Non disputé | Non disputé | Non disputé | 1 min 40 s 69 | 4e                                     |
| Dimitri Jozwicki                                              | 100 m T38   | Non disputé | Non disputé | Non disputé | Non disputé | 11 s 13       | 5e                                     |
| Charles-Antoine Kouakou                                       | 400 m T20   | Non disputé | Non disputé | Non disputé | Non disputé | 49 s 04       | 8e                                     |
| Antoine Praud                                                 | 1 500 m T46 | Non disputé | Non disputé | Non disputé | Non disputé | 3 min 51 s 37 | Médaille de bronze, Jeux paralympiques |
| Félicien Siapo                                                | 100 m T44   | Non disputé | Non disputé | Non disputé | Non disputé | 11 s 66       | 4e                                     |
| Valentin Bertrand                                             | 100 m T37   | 12 s 46     | 9e          | Non disputé | Non disputé | Éliminé       | Éliminé                                |

| Athlètes               | Épreuve               | Finale      | Finale |
| Athlètes               | Épreuve               | Performance | Rang   |
| ---------------------- | --------------------- | ----------- | ------ |
| Arnaud Assoumani       | Saut en longueur T47  | 6,77 m      | 5e     |
| Valentin Bertrand      | Saut en longueur T37  | 5,15 m      | 9e     |
| Alexandre Dipoko-Ewane | Saut en hauteur T47   | 1,92 m      | 8e     |
| Vitolio Kavakava       | Lancer du javelot F57 | 43,16 m     | 7e     |
| Vitolio Kavakava       | Lancer du poids F57   | 12,99 m     | 7e     |
| Soane Luka Meissonnier | Lancer du poids F20   | 16,42 m     | 4e     |
| Dimitri Pavadé         | Saut en longueur T64  | 7,43 m      | 4e     |
| Badr Touzi             | Lancer du poids F63   | 13,33 m     | 7e     |

Femmes
| Athlètes                                                               | Épreuve      | Série        | Série       | Demi-finales | Demi-finales | Finale          | Finale   |
| Athlètes                                                               | Épreuve      | Temps        | Rang        | Temps        | Rang         | Temps           | Rang     |
| ---------------------------------------------------------------------- | ------------ | ------------ | ----------- | ------------ | ------------ | --------------- | -------- |
| Delya Boulaghlem                                                       | 100 m T11    | DSQ          | DSQ         | Éliminée     | Éliminée     | Éliminée        | Éliminée |
| Mandy François-Elie                                                    | 100 m T37    | 13 s 52      | 5e          | Non disputé  | Non disputé  | 13 s 67         | 5e       |
| Mandy François-Elie                                                    | 200 m T37    | Non disputé  | Non disputé | Non disputé  | Non disputé  | 28 s 20         | 5e       |
| Nantenin Keita                                                         | 400 m T13    | 57 s 67      | 5e          | Non disputé  | Non disputé  | 57 s 43         | 6e       |
| Nantenin Keita                                                         | 100 m T13    | 12 s 85      | 9e          | Non disputé  | Non disputé  | Éliminée        | Éliminée |
| Angelina Lanza                                                         | 200 m T47    | 27 s 05      | 14e         | Non disputé  | Non disputé  | Éliminée        | Éliminée |
| Rosario Murcia-Gangloff guide : Gilles Gangloff guide : Mathieu Leroux | Marathon T12 | Non disputé  | Non disputé | Non disputé  | Non disputé  | 3 h 13 min 50 s | 6e       |
| Marie N'Goussou                                                        | 100 m T47    | 12 s 54      | 6e          | Non disputé  | Non disputé  | 12 s 58         | 6e       |
| Marie N'Goussou                                                        | 200 m T47    | 25 s 93      | 10e         | Non disputé  | Non disputé  | Éliminée        | Éliminée |
| Sofia Pace                                                             | 100 m T38    | 13 s 60      | 15e         | Non disputé  | Non disputé  | Éliminée        | Éliminée |
| Sofia Pace                                                             | 400 m T38    | 1 min 2 s 37 | 8e          | Non disputé  | Non disputé  | 1 min 2 s 29    | 8e       |
| Laure Ustaritz                                                         | 400 m T37    | Non disputé  | Non disputé | Non disputé  | Non disputé  | 1 min 9 s 20    | 6e       |

| Athlètes            | Épreuve              | Finale      | Finale                                 |
| Athlètes            | Épreuve              | Performance | Rang                                   |
| ------------------- | -------------------- | ----------- | -------------------------------------- |
| Gloria Agblemagnon  | Lancer du poids F20  | 14,43 m     | Médaille d'argent, Jeux paralympiques  |
| Delya Boulaghlem    | Saut en longueur T11 | 4,48 m      | 5e                                     |
| Lola Desfeuillet    | Saut en longueur T38 | 4,04 m      | 11e                                    |
| Manon Genest        | Saut en longueur T37 | 4,59 m      | Médaille de bronze, Jeux paralympiques |
| Mandy François-Elie | Saut en longueur T37 | 4,31 m      | 5e                                     |
| Angelina Lanza      | Saut en longueur T47 | 5,20 m      | 7e                                     |
| Alexandra Nouchet   | Lancer du poids F64  | 9,90 m      | 10e                                    |

### Aviron
| Athlètes       | Compétition | Série         | Série | Repêchage     | Repêchage | Finale        | Finale |
| Athlètes       | Compétition | Temps         | Rang  | Temps         | Rang      | Temps         | Rang   |
| -------------- | ----------- | ------------- | ----- | ------------- | --------- | ------------- | ------ |
| Alexis Sanchez | Skiff PR1   | 9 min 21 s 58 | 3e    | 9 min 24 s 71 | 2e        | 9 min 46 s 60 | 5e     |

| Athlètes        | Compétition | Série          | Série | Repêchage      | Repêchage | Finale         | Finale                                 |
| Athlètes        | Compétition | Temps          | Rang  | Temps          | Rang      | Temps          | Rang                                   |
| --------------- | ----------- | -------------- | ----- | -------------- | --------- | -------------- | -------------------------------------- |
| Nathalie Benoit | Skiff PR1   | 10 min 19 s 12 | 2e    | 10 min 24 s 82 | 1re       | 10 min 34 s 40 | Médaille de bronze, Jeux paralympiques |

| Athlètes                                                                     | Compétition        | Série         | Série | Repêchage     | Repêchage   | Finale        | Finale                                 |
| Athlètes                                                                     | Compétition        | Temps         | Rang  | Temps         | Rang        | Temps         | Rang                                   |
| ---------------------------------------------------------------------------- | ------------------ | ------------- | ----- | ------------- | ----------- | ------------- | -------------------------------------- |
| Perle Bouge Benjamin Daviet                                                  | Deux de couple PR2 | 8 min 10 s 40 | 3e    | 8 min 29 s 61 | 1ers        | 8 min 47 s 64 | 5e                                     |
| Laurent Cadot Guylaine Marchand                                              | Deux de couple PR3 | 7 min 24 s 25 | 2e    | 7 min 32 s 90 | 2e          | 7 min 51 s 94 | 6e                                     |
| Grégoire Bireau Margot Boulet Candyce Chafa Rémy Taranto Émilie Acquistapace | Quatre barré PR2   | 7 min 2 s 13  | 2e    | Non disputé   | Non disputé | 7 min 3 s 11  | Médaille de bronze, Jeux paralympiques |

### Badminton
| Athlète                   | Compétition  | Phase de Poules                                 | Phase de Poules                    | Phase de Poules                      | Phase de Poules | Quart de finale     | Demi-finale                   | Finale Match pour la 3e place | Finale Match pour la 3e place     |
| Athlète                   | Compétition  | Adversaire Résultat                             | Adversaire Résultat                | Adversaire Résultat                  | Rang            | Adversaire Résultat | Adversaire Résultat           | Adversaire Résultat           | Rang                              |
| ------------------------- | ------------ | ----------------------------------------------- | ---------------------------------- | ------------------------------------ | --------------- | ------------------- | ----------------------------- | ----------------------------- | --------------------------------- |
| David Toupé               | Simple WH1   | Yang Défaite 14-21, 12-21                       | Wandschneider Défaite 12-21, 17-21 | -                                    | 3e du gr. C     | Éliminé             | Éliminé                       | Éliminé                       | Éliminé                           |
| Thomas Jakobs             | Simple WH2   | Kim Défaite 24-22, 8-21, 8-21                   | Levi Victoire 21-12, 21-10         | -                                    | 2e du gr. A     | Éliminé             | Éliminé                       | Éliminé                       | Éliminé                           |
| Lucas Mazur               | Simple SL4   | Oliveira Victoire 21-9, 21-7                    | Dhillon Victoire 21-7, 21-16       | -                                    | 1er du gr. D    | -                   | Setiawan Victoire 21-13, 21-8 | Yathiraj Victoire 21-9, 21-13 | Médaille d'or, Jeux paralympiques |
| Méril Loquette            | Simple SU5   | Nugroho Défaite 13-21, 13-21                    | Cheah Défaite 10-21, 16-21         | Mróz Victoire 15-21, 21-19, 21-14    | 3e du gr. A     | -                   | Éliminé                       | Éliminé                       | Éliminé                           |
| Charles Noakes            | Simple SH6   | Tavares Victoire 21-19, 21-16                   | Lin Victoire 21-15, 21-17          | Shephard Victoire 21-17, 21-17       | 1er du gr. C    | Exempté             | Tavares Victoire 21-18, 22-20 | Coombs Victoire 21-19, 21-13  | Médaille d'or, Jeux paralympiques |
| David Toupé Thomas Jakobs | Double WH1-2 | Matsumoto/Nagashima Défaite 21-15, 18-21, 20-22 | Jeong/Yu Défaite 15-21, 15-21      | Choi/Kim Défaite 18-21, 21-13, 15-21 | 4e du gr. A     | -                   | Éliminés                      | Éliminés                      | Éliminés                          |

| Athlète        | Compétition | Phase de Poules                    | Phase de Poules                | Phase de Poules     | Phase de Poules | Quart de finale     | Demi-finale         | Finale Match pour la 3e place | Finale Match pour la 3e place |
| Athlète        | Compétition | Adversaire Résultat                | Adversaire Résultat            | Adversaire Résultat | Rang            | Adversaire Résultat | Adversaire Résultat | Adversaire Résultat           | Rang                          |
| -------------- | ----------- | ---------------------------------- | ------------------------------ | ------------------- | --------------- | ------------------- | ------------------- | ----------------------------- | ----------------------------- |
| Milena Surreau | Simple SL4  | Kohli Défaite 12-21, 14-21         | Oktila Défaite 9-21, 10-21     | -                   | 3e du gr. D     | Éliminée            | Éliminée            | Éliminée                      | Éliminée                      |
| Faustine Noël  | Simple SL4  | Cheng Défaite 12-21, 11-21         | Sadiyah Défaite 9-21, 12-21    | -                   | 3e du gr. B     | Éliminée            | Éliminée            | Éliminée                      | Éliminée                      |
| Maud Lefort    | Simple SU5  | Ramadass Défaite 21-8, 6-21, 19-21 | Yang Défaite 21-9, 4-21, 12-21 | -                   | 3e du gr. C     | Éliminée            | Éliminée            | Éliminée                      | Éliminée                      |

| Athlète                   | Compétition    | Phase de Poules                     | Phase de Poules                     | Phase de Poules                        | Phase de Poules | Quart de finale     | Demi-finale                           | Finale Match pour la 3e place            | Finale Match pour la 3e place          |
| Athlète                   | Compétition    | Adversaire Résultat                 | Adversaire Résultat                 | Adversaire Résultat                    | Rang            | Adversaire Résultat | Adversaire Résultat                   | Adversaire Résultat                      | Rang                                   |
| ------------------------- | -------------- | ----------------------------------- | ----------------------------------- | -------------------------------------- | --------------- | ------------------- | ------------------------------------- | ---------------------------------------- | -------------------------------------- |
| Lucas Mazur Faustine Noël | Double SL3-SU5 | Ramdani/Oktila Défaite 11-21, 12-21 | Yathiraj/Kohli Victoire 21-15, 21-9 | Nitesh/Murugesan Victoire 24-22, 21-19 | 2e du gr. A     | -                   | Setiawan/Sadiyah Défaite 15-21, 15-21 | Teamarrom/Seansupa Victoire 21-14, 21-16 | Médaille de bronze, Jeux paralympiques |

### Basket-ball
| Athlètes | Épreuve          | Phase de groupe      | Phase de groupe         | Phase de groupe               | Phase de groupe | Quart de finale          | Demi-finale / Classement 5-8 | Finale / MB / Classement 5-8 | Rang |
| Athlètes | Épreuve          | Adversaire Score     | Adversaire Score        | Adversaire Score              | Rang            | Adversaire Score         | Adversaire Score             | Adversaire Score             | Rang |
| --- | ---------------- | -------------------- | ----------------------- | ----------------------------- | --------------- | ------------------------ | ---------------------------- | ---------------------------- | ---- |
| Rémy Bayle Christophe Carlier Audrey Cayol Jérôme Duran Ibrahim Guirassy Louis Hardouin Nicolas Jouanserre Jérôme Laureri Jordan Luce Sofyane Mehiaoui Alexis Ramonet Mamady Traoré | Tournoi masculin | Canada Défaite 68-83 | Allemagne Défaite 64-72 | Grande-Bretagne Défaite 50-85 | 4e du gr. A     | États-Unis Défaite 47-82 | Pays-Bas Défaite 63-72       | Espagne Défaite 57-72        | 8e   |

### Boccia
| Athlète                                    | Compétition    | Phase de poules           | Phase de poules       | Phase de poules    | Phase de poules | Quart de finale   | Demi-finale | Finale  | Rang    |
| Athlète                                    | Compétition    | Match 1                   | Match 2               | Match 3            | Rang            | Quart de finale   | Demi-finale | Finale  | Rang    |
| ------------------------------------------ | -------------- | ------------------------- | --------------------- | ------------------ | --------------- | ----------------- | ----------- | ------- | ------- |
| Aurélien Fabre                             | Individuel BC2 | Cristaldo Défaite 1-6     | Araujo Victoire 4-2   | Silva Défaite 2-6  | 4e du gr. F     | Éliminé           | Éliminé     | Éliminé | Éliminé |
| Fayçal Meguenni                            | Individuel BC2 | Vongsa Défaite 5-5*       | Mezik Défaite 0-8     | Sayes Défaite 2-5  | 4e du gr. A     | Éliminé           | Éliminé     | Éliminé | Éliminé |
| Jules Ménard assistant : Christophe Ménard | Individuel BC3 | Polychronidis Défaite 2-5 | Carvalho Victoire 5-4 | Arita Victoire 4-2 | 2e du gr. D     | Jeong Défaite 1-4 | Éliminé     | Éliminé | Éliminé |

| Athlète                                  | Compétition    | Phase de poules        | Phase de poules       | Phase de poules     | Phase de poules | Quart de finale    | Demi-finale           | Finale           | Rang                              |
| Athlète                                  | Compétition    | Match 1                | Match 2               | Match 3             | Rang            | Quart de finale    | Demi-finale           | Finale           | Rang                              |
| ---------------------------------------- | -------------- | ---------------------- | --------------------- | ------------------- | --------------- | ------------------ | --------------------- | ---------------- | --------------------------------- |
| Aurélie Aubert assistant : Claudine Llop | Individuel BC1 | Tan Défaite 1-6        | Arrieta Victoire 3*-3 | -                   | 2e du gr. B     | Fujii Victoire 4-3 | Andrade Victoire 2*-2 | Tan Victoire 5-4 | Médaille d'or, Jeux paralympiques |
| Sonia Heckel assistant : Florent Brachet | Individuel BC3 | Cermakova Victoire 6-1 | Owczarz Défaite 2-9   | Kla-Han Défaite 1-4 | 3e du gr. A     | Éliminée           | Éliminée              | Éliminée         | Éliminée                          |

| Athlètes                                                                            | Compétition        | Phase de poules           | Phase de poules             | Phase de poules | Quart de finale                   | Demi-finale | Finale   | Rang     |
| Athlètes                                                                            | Compétition        | Match 1                   | Match 2                     | Rang            | Quart de finale                   | Demi-finale | Finale   | Rang     |
| ----------------------------------------------------------------------------------- | ------------------ | ------------------------- | --------------------------- | --------------- | --------------------------------- | ----------- | -------- | -------- |
| Jules Ménard assistant : Christophe Ménard Sonia Heckel assistant : Florent Brachet | Paires BC3         | Leeson/Michel Défaite 2-5 | Ichinoe/Arita Victoire 3*-3 | 2e du gr. A     | Kla-Han/Choochuenklin Défaite 1-6 | Éliminés    | Éliminés | Éliminés |
| Aurélien Fabre Fayçal Meguenni Aurélie Aubert assistant : Claudine Llop             | Par équipe BC1-BC2 | Indonésie Défaite 3-8     | Pays-bas Victoire 8-2       | 2e du gr. D     | Chine Défaite 4-7                 | Éliminés    | Éliminés | Éliminés |

### Canoë-kayak
| Athlètes    | Compétition | Séries  | Séries | Demi-finales | Demi-finales | Finales | Finales                                |
| Athlètes    | Compétition | Temps   | Rang   | Temps        | Rang         | Temps   | Rang                                   |
| ----------- | ----------- | ------- | ------ | ------------ | ------------ | ------- | -------------------------------------- |
| Rémy Boullé | KL1         | 48 s 41 | 2e     | 48 s 40      | 1er          | 47 s 01 | Médaille de bronze, Jeux paralympiques |
| Abel Aber   | VL3         | 50 s 78 | 3e     | 50 s 81      | 3e           | 49 s 35 | 6e                                     |

| Athlètes      | Compétition | Séries       | Séries | Demi-finales | Demi-finales | Finales      | Finales                               |
| Athlètes      | Compétition | Temps        | Rang   | Temps        | Rang         | Temps        | Rang                                  |
| ------------- | ----------- | ------------ | ------ | ------------ | ------------ | ------------ | ------------------------------------- |
| Nélia Barbosa | KL3         | 48 s 50      | 1re    | Non disputé  | Non disputé  | 47 s 91      | Médaille d'argent, Jeux paralympiques |
| Eléa Charvet  | VL3         | 1 min 2 s 71 | 5e     | 1 min 1 s 98 | 4e           | 1 min 1 s 65 | 9e                                    |

### Cyclisme

#### Cyclisme sur route
| Athlète                                     | Catégorie              | Temps           | Rang                                   |
| ------------------------------------------- | ---------------------- | --------------- | -------------------------------------- |
| Florian Jouanny                             | Contre-la-montre - H2  | 25 min 19 s 29  | Médaille de bronze, Jeux paralympiques |
| Florian Jouanny                             | Course en ligne - H1-2 | 1 h 20 min 18 s | Médaille d'or, Jeux paralympiques      |
| Johan Quaile                                | Contre-la-montre - H3  | 45 min 33 s 41  | Médaille d'argent, Jeux paralympiques  |
| Johan Quaile                                | Course en ligne - H3   | 1 h 35 min 57 s | Médaille d'argent, Jeux paralympiques  |
| Mathieu Bosredon                            | Contre-la-montre - H3  | 43 min 33 s 22  | Médaille d'or, Jeux paralympiques      |
| Mathieu Bosredon                            | Course en ligne - H3   | 1 h 34 min 36 s | Médaille d'or, Jeux paralympiques      |
| Joseph Fritsch                              | Contre-la-montre - H4  | 42 min 1 s 45   | 4e                                     |
| Joseph Fritsch                              | Course en ligne - H4   | DNF             | DNF                                    |
| Loïc Vergnaud                               | Contre-la-montre - H5  | 43 min 20 s 40  | Médaille d'argent, Jeux paralympiques  |
| Loïc Vergnaud                               | Course en ligne - H5   | 1 h 34 min 27 s | Médaille d'argent, Jeux paralympiques  |
|                                             |                        |                 |                                        |
| Alexandre Léauté                            | Contre-la-montre - C2  | 19 min 24 s 45  | Médaille d'or, Jeux paralympiques      |
| Alexandre Léauté                            | Course en ligne - C1-3 | 1 h 43 min 43 s | Médaille de bronze, Jeux paralympiques |
| Thomas Peyroton-Dartet                      | Contre-la-montre - C3  | 38 min 28 s 80  | Médaille d'or, Jeux paralympiques      |
| Thomas Peyroton-Dartet                      | Course en ligne - C1-3 | 1 h 43 min 19 s | Médaille d'argent, Jeux paralympiques  |
| Gatien Le Rousseau                          | Contre-la-montre - C4  | 37 min 18 s 38  | Médaille d'argent, Jeux paralympiques  |
| Gatien Le Rousseau                          | Course en ligne - C4-5 | 2 h 18 min 59 s | 4e                                     |
| Kevin Le Cunff                              | Contre-la-montre - C4  | 36 min 46 s 49  | Médaille d'or, Jeux paralympiques      |
| Kevin Le Cunff                              | Course en ligne - C4-5 | 2 h 18 min 59 s | Médaille d'argent, Jeux paralympiques  |
| Dorian Foulon                               | Contre-la-montre - C5  | 36 min 49 s 84  | Médaille de bronze, Jeux paralympiques |
| Dorian Foulon                               | Course en ligne - C4-5 | 2 h 25 min 58 s | 8e                                     |
|                                             |                        |                 |                                        |
| Elie de Carvalho guide : Mickaël = Guichard | Contre-la-montre - B   | 34 min 23 s 73  | Médaille d'argent, Jeux paralympiques  |
| Elie de Carvalho guide : Mickaël = Guichard | Course en ligne - B    | 2 h 56 min 47 s | 4e                                     |
| Alexandre Lloveras guide : Yoann Paillot    | Contre-la-montre - B   | 34 min 55 s 32  | 4e                                     |
| Alexandre Lloveras guide : Yoann Paillot    | Course en ligne - B    | 2 h 55 min 18 s | Médaille de bronze, Jeux paralympiques |

| Athlète                                   | Catégorie               | Temps           | Rang                                  |
| ----------------------------------------- | ----------------------- | --------------- | ------------------------------------- |
| Anaïs Vincent                             | Contre-la-montre - H1-3 | 26 min 59 s 15  | 5e                                    |
| Anaïs Vincent                             | Course en ligne - H1-4  | 56 min 23 s     | 5e                                    |
|                                           |                         |                 |                                       |
| Heïdi Gaugain                             | Contre-la-montre - C5   | 20 min 26 s 84  | Médaille d'argent, Jeux paralympiques |
| Heïdi Gaugain                             | Course en ligne - C4-5  | 1 h 54 min 24 s | Médaille d'argent, Jeux paralympiques |
| Marie Patouillet                          | Contre-la-montre - C5   | 21 min 49 s 72  | 5e                                    |
| Marie Patouillet                          | Course en ligne - C4-5  | 2 h 0 min 46 s  | 5e                                    |
|                                           |                         |                 |                                       |
| Anne-Sophie Centis guide : Élise Delzenne | Contre-la-montre - B    | 41 min 39 s 65  | 4e                                    |
| Anne-Sophie Centis guide : Élise Delzenne | Course en ligne - B     | 2 h 42 min 54 s | 5e                                    |

| Athlète                                         | Catégorie                | Temps       | Rang                              |
| ----------------------------------------------- | ------------------------ | ----------- | --------------------------------- |
| Mathieu Bosredon Florian Jouanny Joseph Fritsch | Relais par équipe - H1-5 | 24 min 12 s | Médaille d'or, Jeux paralympiques |

#### Cyclisme sur piste
| Athlète                                  | Catégorie      | Qualifications | Qualifications | Finale         | Finale                                 |
| Athlète                                  | Catégorie      | Résultat       | Rang           | Résultat       | Rang                                   |
| ---------------------------------------- | -------------- | -------------- | -------------- | -------------- | -------------------------------------- |
| Alexandre Léauté                         | Poursuite - C2 | 3 min 24 s 298 | 1er            | 3 min 26 s 015 | Médaille d'or, Jeux paralympiques      |
| Alexandre Léauté                         | Vitesse - C1-3 | 1 min 4 s 279  | 2e             | 1 min 4 s 207  | Médaille de bronze, Jeux paralympiques |
| Thomas Peyroton-Dartet                   | Poursuite - C3 | 3 min 28 s 192 | 6e             | Éliminé        | Éliminé                                |
| Thomas Peyroton-Dartet                   | Vitesse - C1-3 | 1 min 10 s 784 | 9e             | Éliminé        | Éliminé                                |
| Kévin Le Cunff                           | Poursuite - C4 | 4 min 25 s 283 | 3e             | 4 min 28 s 380 | 4e                                     |
| Gatien Le Rousseau                       | Poursuite - C4 | 4 min 25 s 366 | 4e             | 4 min 24 s 096 | Médaille de bronze, Jeux paralympiques |
| Gatien Le Rousseau                       | Vitesse - C4-5 | 1 min 9 s 881  | 19e            | Éliminé        | Éliminé                                |
| Dorian Foulon                            | Poursuite - C5 | 4 min 13 s 934 | 1er            | 4 min 16 s 158 | Médaille d'or, Jeux paralympiques      |
| Dorian Foulon                            | Vitesse - C4-5 | 1 min 6 s 392  | 11e            | Éliminé        | Éliminé                                |
|                                          |                |                |                |                |                                        |
| Alexandre Lloveras guide : Yoann Paillot | Poursuite - B  | 4 min 6 s 920  | 5e             | Éliminé        | Éliminé                                |

| Athlète                                   | Catégorie      | Qualifications | Qualifications | Finale         | Finale                                |
| Athlète                                   | Catégorie      | Résultat       | Rang           | Résultat       | Rang                                  |
| ----------------------------------------- | -------------- | -------------- | -------------- | -------------- | ------------------------------------- |
| Heïdi Gaugain                             | Poursuite - C5 | 3 min 33 s 881 | 1re            | 3 min 37 s 723 | Médaille d'argent, Jeux paralympiques |
| Heïdi Gaugain                             | Vitesse - C4-5 | 39 min 963 s   | 11e            | Éliminée       | Éliminée                              |
| Marie Patouillet                          | Poursuite - C5 | 3 min 35 s 285 | 2e             | 3 min 35 s 691 | Médaille d'or, Jeux paralympiques     |
| Marie Patouillet                          | Vitesse - C4-5 | 36 s 677       | 3e             | 36 s 700       | Médaille d'argent, Jeux paralympiques |
|                                           |                |                |                |                |                                       |
| Anne-Sophie Centis guide : Élise Delzenne | Poursuite - B  | DSQ            | DSQ            | Éliminée       | Éliminée                              |

| Athlète                                                                                                  | Catégorie                 | Qualifications | Qualifications | Finale   | Finale |
| Athlète                                                                                                  | Catégorie                 | Résultat       | Rang           | Résultat | Rang   |
| --- | ------------------------- | -------------- | -------------- | -------- | ------ |
| Alexandre Léauté Thomas Peyroton-Dartet Kévin Le Cunff Gatien Le Rousseau Dorian Foulon Marie Patouillet | Vitesse par équipe - C1-5 | 50 s 004       | 4e             | 49 s 961 | 4e     |

### Dynamophilie
| Athlète       | Catégorie     | Développé-couché | Développé-couché |
| Athlète       | Catégorie     | Résultat         | Rang             |
| ------------- | ------------- | ---------------- | ---------------- |
| Alex Adélaïde | Hommes -49 kg | 160 kg           | 6e               |
| Axel Bourlon  | Hommes -54 kg | -                | -                |
| Rafik Arabat  | Hommes -97 kg | 200 kg           | 9e               |

| Athlète          | Catégorie     | Développé-couché | Développé-couché |
| Athlète          | Catégorie     | Résultat         | Rang             |
| ---------------- | ------------- | ---------------- | ---------------- |
| Souhad Ghazouani | Femmes -67 kg | 125 kg           | 7e               |

### Équitation
| Athlète          | Cheval          | Catégorie | Grand Prix individuel | Grand Prix individuel | Grand Prix libre | Grand Prix libre |             | Par équipe | Par équipe | Par équipe |
| Athlète          | Cheval          | Catégorie | Score                 | Rang                  | Score            | Rang             | Score indiv | Total      | Rang       |            |
| ---------------- | --------------- | --------- | --------------------- | --------------------- | ---------------- | ---------------- | ----------- | ---------- | ---------- | ---------- |
| Chiara Zenati    | Swing Royal     | Grade III | 70,533                | 5e                    | 75,914           | 4e               | 73,533      | 220,506    | 5e         |            |
| Vladimir Vinchon | Pegase Mayenne  | Grade IV  | 72,889                | 4e                    | 76,230           | 5e               | 75,081      | 220,506    | 5e         |            |
| Alexia Pittier   | Sultan 768      | Grade IV  | 70,806                | 8e                    | 75,795           | 7e               | 71,892      | 220,506    | 5e         |            |
| Lisa Cez         | Stallone de Hus | Grade V   | 63,282                | 17e                   | Éliminée         | Éliminée         | -           | 220,506    | 5e         |            |

### Escrime
| Athlète                                                   | Compétition         | Seizièmes de finale | Huitièmes de finale         | Repêchage Tour 1       | Quarts de finale              | Repêchage Tour 2       | Repêchage Tour 3        | Demi finales                  | Repêchage Tour 4     | Finale / 3e place     | Rang                                   |         |         |
| Athlète                                                   | Compétition         | Adv. Score          | Adv. Score                  | Adv. Score             | Adv. Score                    | Adv. Score             | Adv. Score              | Adv. Score                    | Adv. Score           | Adv. Score            | Rang                                   |         |         |
| --------------------------------------------------------- | ------------------- | ------------------- | --------------------------- | ---------------------- | ----------------------------- | ---------------------- | ----------------------- | ----------------------------- | -------------------- | --------------------- | -------------------------------------- | ------- | ------- |
| Ludovic Lemoine                                           | Fleuret cat. A      | Exempté             | Betti Défaite 9-15          | Demchuk Défaite 10-15  | Éliminé                       | Éliminé                | Éliminé                 | Éliminé                       | Éliminé              | Éliminé               | Éliminé                                |         |         |
| Ludovic Lemoine                                           | Sabre cat. A        | -                   | Tian Défaite 6-15           | Zhong Victoire 15-6    | Non disputé                   | Demchuk Défaite 9-15   | Éliminé                 | Éliminé                       | Éliminé              | Éliminé               | Éliminé                                |         |         |
| Yohan Peter                                               | Épée cat. B         | Exempté             | Hu Défaite 11-15            | Paolucci Victoire 15-3 | Non disputé                   | Guissone Défaite 14-15 | Éliminé                 | Éliminé                       | Éliminé              | Éliminé               | Éliminé                                |         |         |
| Damien Tokatlian                                          | Fleuret cat. A      | Exempté             | Al-Madhkhoori Victoire 15-4 | Non disputé            | Zhong Défaite 5-15            | Kano Victoire 15-11    | Lambertini Défaite 4-15 | Éliminé                       | Éliminé              | Éliminé               | Éliminé                                |         |         |
| Maxime Valet                                              | Fleuret cat. B      | -                   | Exempté                     | Non disputé            | Hu Défaite 8-15               | Chaves Victoire 15-6   | Naumenko Défaite 5-15   | Éliminé                       | Éliminé              | Éliminé               | Éliminé                                |         |         |
| Maxime Valet                                              | Sabre cat. B        | -                   | Kingmanaw Victoire 15-9     | Non disputé            | Zhang Défaite 7-15            | Chaves Victoire 15-5   | Tarjanyi Victoire 15-12 | Non disputé                   | Castro Défaite 14-15 | Éliminé               | Éliminé                                | Éliminé | Éliminé |
| Ludovic Lemoine Yohan Peter Damien Tokatlian Maxime Valet | Épée par équipes    | -                   | Exemptés                    | -                      | Grande-Bretagne Défaite 20-45 | -                      | -                       | Éliminés                      | -                    | Éliminés              | Éliminés                               |         |         |
| Ludovic Lemoine Yohan Peter Damien Tokatlian Maxime Valet | Fleuret par équipes | -                   | Exemptés                    | -                      | Japon Victoire 45-32          | -                      | -                       | Grande-Bretagne Défaite 25-45 | -                    | Italie Victoire 45-36 | Médaille de bronze, Jeux paralympiques |         |         |

| Athlète                                           | Compétition         | Seizièmes de finale       | Huitièmes de finale             | Repêchage Tour 1           | Quarts de finale         | Repêchage Tour 2         | Repêchage Tour 3        | Demi finales        | Repêchage Tour 4       | Finale / 3e place          | Rang      |          |
| Athlète                                           | Compétition         | Adv. Score                | Adv. Score                      | Adv. Score                 | Adv. Score               | Adv. Score               | Adv. Score              | Adv. Score          | Adv. Score             | Adv. Score                 | Rang      |          |
| ------------------------------------------------- | ------------------- | ------------------------- | ------------------------------- | -------------------------- | ------------------------ | ------------------------ | ----------------------- | ------------------- | ---------------------- | -------------------------- | --------- | -------- |
| Clémence Delavoipière                             | Épée cat. A         | Fan Victoire 15-8         | Rodriguez Menendez Défaite 8-15 | Thongdaeng Défaite 12-15   | Éliminée                 | Éliminée                 | Éliminée                | Éliminée            | Éliminée               | Éliminée                   | Éliminée  |          |
| Clémence Delavoipière                             | Fleuret cat. A      | Oliveira Victoire 15-5    | Hajmasi Défaite 2-15            | Krajnyak Défaite 4-15      | Éliminée                 | Éliminée                 | Éliminée                | Éliminée            | Éliminée               | Éliminée                   | Éliminée  |          |
| Clémence Delavoipière                             | Sabre cat. A        | Mogos Défaite 11-15       | Éliminée                        | Éliminée                   | Éliminée                 | Éliminée                 | Éliminée                | Éliminée            | Éliminée               | Éliminée                   | Éliminée  |          |
| Cécile Demaude                                    | Épée cat. B         | Exemptée                  | Kang Défaite 8-15               | Jaimez Rojas Victoire 15-0 | Non disputé              | Sakurai Défaite 13-15    | Éliminée                | Éliminée            | Éliminée               | Éliminée                   | Éliminée  |          |
| Cécile Demaude                                    | Sabre cat. B        | -                         | Xiao Défaite 3-15               | Ao Défaite 2-15            | Éliminée                 | Éliminée                 | Éliminée                | Éliminée            | Éliminée               | Éliminée                   | Éliminée  |          |
| Brianna Vide                                      | Épée cat. A         | Exemptée                  | Yu Victoire 15-13               | Non disputé                | Kwon Défaite 13-15       | Thongdaeng Défaite 11-15 | Éliminée                | Éliminée            | Éliminée               | Éliminée                   | Éliminée  |          |
| Brianna Vide                                      | Fleuret cat. A      | Thongdaeng Victoire 15-12 | Gu Défaite 5-15                 | Tibilashvili Victoire 15-5 | Non disputé              | Mogos Victoire 15-8      | Morkvych Victoire 15-14 | Non disputé         | Yu Défaite 14-15       | Éliminée                   | Éliminée  | Éliminée |
| Brianna Vide                                      | Sabre cat. A        | Exemptée                  | Trigilia Victoire 15-3          | Non disputé                | Gu Défaite 15-9          | Breus Victoire 15-10     | Collis Victoire 15-10   | Non disputé         | Hajmasi Victoire 15-12 | Tibilashvili Défaite 11-15 | 4e        |          |
| Clémence Delavoipière Cécile Demaude Brianna Vide | Épée par équipes    | -                         | Exemptées                       | -                          | Hong Kong Victoire 45-41 | -                        | -                       | Chine Défaite 35-45 | -                      | Thaïlande Défaite 40-45    | 4e        |          |
| Clémence Delavoipière Cécile Demaude Brianna Vide | Fleuret par équipes | -                         | Brésil Victoire 45-29           | -                          | Hongrie Défaite 19-45    | -                        | -                       | Éliminées           | -                      | Éliminées                  | Éliminées |          |

### Football à 5
| Athlètes | Épreuve          | Phase de groupe      | Phase de groupe      | Phase de groupe        | Phase de groupe | Demi-finale             | Finale / MB                      | Rang                              |
| Athlètes | Épreuve          | Adversaire Score     | Adversaire Score     | Adversaire Score       | Rang            | Adversaire Score        | Adversaire Score                 | Rang                              |
| --- | ---------------- | -------------------- | -------------------- | ---------------------- | --------------- | ----------------------- | -------------------------------- | --------------------------------- |
| Martin Baron Mickaël Miguez Gaël Rivière Fabrice Morgado Frédéric Villeroux Hakim Arezki Tidiane Diakité Khalifa Youmé Benoît Chevreau de Montlehu (gardien) Alessandro Bartolomucci (gardien) | Tournoi masculin | Chine Victoire 1 - 0 | Brésil Défaite 0 - 3 | Turquie Victoire 2 - 0 | 2e du gr. A     | Colombie Victoire 1 - 0 | Argentine Victoire 1 - 1 (3 - 2) | Médaille d'or, Jeux paralympiques |

### Goalball
| Athlètes                                                                                      | Épreuve          | Phase de groupe       | Phase de groupe            | Phase de groupe          | Phase de groupe | Quart de finale      | Demi-finale / MC           | Finale / MB      | Rang |
| Athlètes                                                                                      | Épreuve          | Adversaire Score      | Adversaire Score           | Adversaire Score         | Rang            | Adversaire Score     | Adversaire Score           | Adversaire Score | Rang |
| --------------------------------------------------------------------------------------------- | ---------------- | --------------------- | -------------------------- | ------------------------ | --------------- | -------------------- | -------------------------- | ---------------- | ---- |
| Nabil Baich Ambroise Daudin Elias Ouni Thomas Ramos-Martins Haris Neimarlija Kada Boualia     | Tournoi masculin | Brésil Défaite 5 - 8  | Iran Défaite 8 - 12        | États-Unis Défaite 4 - 5 | 4e du gr. A     | Chine Défaite 2 - 12 | Égypte Victoire 6 - 4      | Éliminés         | 7e   |
| Adélia Ajami Jahmali Berquier Loïse Rondepierre Melda Alhan Coralie Gonzalez Gwendoline Matos | Tournoi féminin  | Canada Défaite 0 - 10 | Corée du Sud Défaite 1 - 6 | Japon Défaite 0 - 6      | 4e du gr. B     | Chine Défaite 2 - 12 | Corée du Sud Défaite 3 - 4 | Éliminées        | 8e   |

### Judo
| Athlète              | Compétition       | 1er tour                     | Quart de finale           | Demi-finale                       | Repêchage 1            | Repêchage 2             | Finale / MB              | Rang                                   |
| Athlète              | Compétition       | Adversaire Résultat          | Adversaire Résultat       | Adversaire Résultat               | Adversaire Résultat    | Adversaire Résultat     | Adversaire Résultat      | Rang                                   |
| -------------------- | ----------------- | ---------------------------- | ------------------------- | --------------------------------- | ---------------------- | ----------------------- | ------------------------ | -------------------------------------- |
| Armindo Rodrigues    | Moins de 73 kg J1 | Kato Victoire 10-0           | Shamey Défaite 0-10       | Non disputé                       | Non disputé            | Iafa Défaite 0-10       | Éliminé                  | Éliminé                                |
| Cyril Jonard         | Moins de 90 kg J1 | Al-Gburi Victoire 10-0       | Cretul Victoire 1-0       | Powell Défaite 0-1                | Non disputé            | Non disputé             | Abdiev Victoire 10-0     | Médaille de bronze, Jeux paralympiques |
| Jason Grandry        | Plus de 90 kg J1  | Non disputé                  | Zakiyev Victoire 10-0     | Basoc Défaite 0-10                | Non disputé            | Non disputé             | Tastan Victoire 10-0     | Médaille de bronze, Jeux paralympiques |
| Anatole Rubin        | Moins de 60 kg J2 | Gavilan Lorenzo Défaite 0-10 | Éliminé                   | Éliminé                           | Éliminé                | Éliminé                 | Éliminé                  | Éliminé                                |
| Nathan Petit         | Moins de 73 kg J2 | Exempté                      | Kuranbaev Défaite 0-10    | Non disputé                       | Kornhass Victoire 10-0 | Vargoczki Victoire 10-0 | Bareikis Défaite 0-1     | 5e                                     |
| Hélios Latchoumanaya | Moins de 90 kg J2 | Exempté                      | Kizilashvili Victoire 1-0 | De Azevedo Casanova Victoire 11-0 | Non disputé            | Non disputé             | Nazarenko Défaite 0-1    | Médaille d'argent, Jeux paralympiques  |
| Nacer Zorgani        | Plus de 90 kg J2  | Non disputé                  | Skelley Défaite 0-10      | Non disputé                       | Non disputé            | Non disputé             | Shukurbekov Défaite 0-11 | 5e                                     |

| Athlète           | Compétition       | Quart de finale     | Demi-finale         | Repêchage 1           | Repêchage 2         | Finale / MB           | Rang                                  |
| Athlète           | Compétition       | Adversaire Résultat | Adversaire Résultat | Adversaire Résultat   | Adversaire Résultat | Adversaire Résultat   | Rang                                  |
| ----------------- | ----------------- | ------------------- | ------------------- | --------------------- | ------------------- | --------------------- | ------------------------------------- |
| Sandrine Martinet | Moins de 48 kg J2 | Thal Victoire 11-0  | Li Victoire 10-1    | Non disputé           | Non disputé         | Nauatbek Défaite 0-10 | Médaille d'argent, Jeux paralympiques |
| Prescillia Lézé   | Plus de 70 kg J2  | Costa Défaite 0-10  | Non disputé         | Karimova Défaite 0-10 | Éliminée            | Éliminée              | Éliminée                              |

### Natation
| Athlète          | Épreuve                   | Séries        | Séries | Finale        | Finale                                 |
| Athlète          | Épreuve                   | Temps         | Rang   | Temps         | Rang                                   |
| ---------------- | ------------------------- | ------------- | ------ | ------------- | -------------------------------------- |
| Laurent Chardard | 100 mètres nage libre S6  | 1 min 5 s 33  | 2e     | 1 min 5 s 28  | Médaille de bronze, Jeux paralympiques |
| Laurent Chardard | 50 mètres papillon S6     | 32 s 15       | 3e     | 31 s 65       | Médaille de bronze, Jeux paralympiques |
| Hector Denayer   | 50 mètres nage libre S9   | 26 s 48       | 11e    | Éliminé       | Éliminé                                |
| Hector Denayer   | 100 mètres brasse SB9     | 1 min 8 s 05  | 3e     | 1 min 5 s 91  | Médaille d'argent, Jeux paralympiques  |
| Hector Denayer   | 100 mètres papillon S9    | 1 min 2 s 89  | 9e     | Éliminé       | Éliminé                                |
| Hector Denayer   | 200 mètres 4 nages SM9    | 2 min 22 s 64 | 8e     | 2 min 17 s 34 | Médaille de bronze, Jeux paralympiques |
| Ugo Didier       | 50 mètres nage libre S9   | 26 s 20       | 9e     | Éliminé       | Éliminé                                |
| Ugo Didier       | 400 mètres nage libre S9  | 4 min 21 s 28 | 4e     | 4 min 12 s 55 | Médaille d'or, Jeux paralympiques      |
| Ugo Didier       | 100 mètres dos S9         | 1 min 2 s 89  | 2e     | 1 min 1 s 48  | Médaille d'argent, Jeux paralympiques  |
| Ugo Didier       | 200 mètres 4 nages SM9    | 2 min 20 s 04 | 2e     | 2 min 15 s 98 | Médaille d'argent, Jeux paralympiques  |
| Dimitri Granjux  | 50 mètres nage libre S4   | 41 s 89       | 9e     | Éliminé       | Éliminé                                |
| Dimitri Granjux  | 100 mètres nage libre S4  | 1 min 29 s 09 | 9e     | Éliminé       | Éliminé                                |
| Dimitri Granjux  | 200 mètres nage libre S4  | 3 min 16 s 17 | 11e    | Éliminé       | Éliminé                                |
| Dimitri Granjux  | 50 mètres dos S4          | 46 s 99       | 9e     | Éliminé       | Éliminé                                |
| Dimitri Granjux  | 150 mètres 3 nages SM4    | 2 min 50 s 32 | 6e     | 2 min 48 s 38 | 5e                                     |
| Kylian Portal    | 100 mètres nage libre S12 | 54 s 49       | 6e     | 54 s 37       | 6e                                     |
| Kylian Portal    | 400 mètres nage libre S13 | 4 min 14 s 07 | 4e     | 4 min 5 s 99  | Médaille de bronze, Jeux paralympiques |
| Kylian Portal    | 100 mètres papillon S12   | 58 s 73       | 4e     | 58 s 17       | 4e                                     |
| Alex Portal      | 400 mètres nage libre S13 | 4 min 12 s 99 | 1er    | 4 min 0 s 21  | Médaille d'argent, Jeux paralympiques  |
| Alex Portal      | 100 mètres papillon S13   | 55 s 25       | 2e     | 54 s 38       | Médaille d'argent, Jeux paralympiques  |
| Alex Portal      | 100 mètres dos S13        | 59 s 56       | 3e     | 59 s 08       | Médaille de bronze, Jeux paralympiques |
| Alex Portal      | 200 mètres 4 nages SM13   | 2 min 15 s 63 | 4e     | 2 min 6 s 66  | Médaille d'argent, Jeux paralympiques  |
| David Smétanine  | 50 mètres nage libre S4   | 42 s 97       | 11e    | Éliminé       | Éliminé                                |
| David Smétanine  | 100 mètres nage libre S4  | 1 min 30 s 36 | 10e    | Éliminé       | Éliminé                                |
| David Smétanine  | 200 mètres nage libre S4  | 3 min 15 s 32 | 10e    | Éliminé       | Éliminé                                |

| Athlète             | Épreuve                   | Séries        | Séries | Finale        | Finale                                 |
| Athlète             | Épreuve                   | Temps         | Rang   | Temps         | Rang                                   |
| ------------------- | ------------------------- | ------------- | ------ | ------------- | -------------------------------------- |
| Assya Maurin-Espiau | 200 mètres nage libre S14 | 2 min 22 s 14 | 13e    | Éliminée      | Éliminée                               |
| Assya Maurin-Espiau | 100 mètres brasse SB14    | 1 min 19 s 43 | 5e     | 1 min 19 s 26 | 5e                                     |
| Assya Maurin-Espiau | 100 mètres dos S14        | 1 min 11 s 45 | 9e     | Éliminée      | Éliminée                               |
| Assya Maurin-Espiau | 200 mètres 4 nages SM14   | 2 min 38 s 18 | 11e    | Éliminée      | Éliminée                               |
| Élodie Lorandi      | 100 mètres nage libre S10 | 1 min 3 s 47  | 14e    | Éliminée      | Éliminée                               |
| Élodie Lorandi      | 400 mètres nage libre S10 | 4 min 50 s 42 | 6e     | 4 min 52 s 43 | 6e                                     |
| Élodie Lorandi      | 200 mètres 4 nages SM10   | DNS           | DNS    | Éliminée      | Éliminée                               |
| Léane Morceau       | 100 mètres nage libre S12 | 1 min 6 s 55  | 10e    | Éliminée      | Éliminée                               |
| Léane Morceau       | 100 mètres dos S12        | 1 min 15 s 04 | 7e     | 1 min 12 s 85 | 4e                                     |
| Léane Morceau       | 100 mètres papillon S13   | 1 min 11 s 02 | 14e    | Éliminée      | Éliminée                               |
| Agathe Pauli        | 400 mètres nage libre S9  | 4 min 54 s 30 | 7e     | 4 min 49 s 66 | 6e                                     |
| Émeline Pierre      | 50 mètres nage libre S10  | 28 s 18       | 6e     | 27 s 77       | 5e                                     |
| Émeline Pierre      | 100 mètres nage libre S10 | 1 min 1 s 51  | 3e     | 1 min 0 s 49  | Médaille d'or, Jeux paralympiques      |
| Émeline Pierre      | 100 mètres dos S10        | 1 min 10 s 36 | 4e     | 1 min 9 s 44  | Médaille de bronze, Jeux paralympiques |
| Anaëlle Roulet      | 100 mètres dos S10        | 1 min 10 s 39 | 5e     | 1 min 10 s 48 | 7e                                     |
| Solène Sache        | 50 mètres dos S5          | 51 s 32       | 14e    | Éliminée      | Éliminée                               |
| Solène Sache        | 100 mètres brasse SB4     | 2 min 3 s 98  | 9e     | Éliminée      | Éliminée                               |
| Solène Sache        | 50 mètres papillon S5     | 53 s 77       | 9e     | Éliminée      | Éliminée                               |
| Solène Sache        | 200 mètres 4 nages SM5    | 4 min 7 s 07  | 11e    | Éliminée      | Éliminée                               |

| Athlètes                                                    | Épreuve                                    | Séries        | Séries      | Finale        | Finale |
| Athlètes                                                    | Épreuve                                    | Temps         | Rang        | Temps         | Rang   |
| ----------------------------------------------------------- | ------------------------------------------ | ------------- | ----------- | ------------- | ------ |
| Anaëlle Roulet Hector Denayer Laurent Chardard Agathe Pauli | Relais 4 x 100 mètres 4 nages 34 points    | 4 min 37 s 18 | 5e          | 4 min 34 s 33 | 7e     |
| Laurent Chardard Agathe Pauli Émeline Pierre Ugo Didier     | Relais 4 x 100 mètres nage libre 34 points | Non disputé   | Non disputé | 4 min 6 s 91  | 5e     |

### Rugby-fauteuil
| Athlètes | Épreuve      | Phase de groupe         | Phase de groupe         | Phase de groupe               | Phase de groupe | Demi-finale / Match de classement | Finale / Match pour la médaille de bronze / Match de classement | Rang |
| Athlètes | Épreuve      | Adversaire Score        | Adversaire Score        | Adversaire Score              | Rang            | Adversaire Score                  | Adversaire Score                                                | Rang |
| --- | ------------ | ----------------------- | ----------------------- | ----------------------------- | --------------- | --------------------------------- | --------------------------------------------------------------- | ---- |
| Tristan Barfety Adrien Chalmin Jordan Ducret Jonathan Hivernat Rodolphe Jarlan Corentin Le Guen Brice Maurel Cédric Nankin Ryadh Sallem Matthieu Thiriet Nicolas Valentim Sébastien Verdin | Tournoi open | Danemark Victoire 53-51 | Australie Défaite 53-55 | Grande-Bretagne Défaite 49-50 | 3e du gr. B     | Allemagne Victoire 54-48          | Canada Victoire 53-50                                           | 5e   |

### Taekwondo
| Athlète    | Catégorie | Huitième de finale  | Quart de finale     | Repêchage 1         | Repêchage 2           | Demi-finale         | Match pour la médaille de bronze | Finale              | Rang    |
| Athlète    | Catégorie | Adversaire Résultat | Adversaire Résultat | Adversaire Résultat | Adversaire Résultat   | Adversaire Résultat | Adversaire Résultat              | Adversaire Résultat | Rang    |
| ---------- | --------- | ------------------- | ------------------- | ------------------- | --------------------- | ------------------- | -------------------------------- | ------------------- | ------- |
| Bopha Kong | K44 -58Kg | Exempté             | Xiao Défaite 1-22   | -                   | Kaenkham Défaite 3-21 | Éliminé             | Éliminé                          | Éliminé             | Éliminé |

| Athlète         | Catégorie | Huitième de finale  | Quart de finale     | Repêchage 1         | Repêchage 2           | Demi-finale         | Match pour la médaille de bronze | Finale              | Rang                                  |
| Athlète         | Catégorie | Adversaire Résultat | Adversaire Résultat | Adversaire Résultat | Adversaire Résultat   | Adversaire Résultat | Adversaire Résultat              | Adversaire Résultat | Rang                                  |
| --------------- | --------- | ------------------- | ------------------- | ------------------- | --------------------- | ------------------- | -------------------------------- | ------------------- | ------------------------------------- |
| Sophie Caverzan | K44 -57Kg | Exemptée            | Li Défaite 5-19     | -                   | Goverdhan Défaite 1-2 | Éliminée            | Éliminée                         | Éliminée            | Éliminée                              |
| Djelika Diallo  | K44 -65Kg | Exemptée            | Kjaer Victoire 6-4  | -                   | -                     | Yao Victoire 18-12  | -                                | Silva Défaite 7-13  | Médaille d'argent, Jeux paralympiques |

### Tennis en fauteuil roulant
| Athlètes (tête de série)            | Épreuves        | 1er tour                                  | 2e tour                              | 3e tour                     | Quarts de finale                           | Demi-finales                 | Finale Match pour la 3e place                     | Finale Match pour la 3e place |
| Athlètes (tête de série)            | Épreuves        | Adversaire Résultat                       | Adversaire Résultat                  | Adversaire Résultat         | Adversaire Résultat                        | Adversaire Résultat          | Adversaire Résultat                               | Classement                    |
| ----------------------------------- | --------------- | ----------------------------------------- | ------------------------------------ | --------------------------- | ------------------------------------------ | ---------------------------- | ------------------------------------------------- | ----------------------------- |
| Frédéric Cattaneo                   | Simple - Hommes | Ter Hofte Victoire 6-4, 6-2               | Fernández Défaite 1-6, 4-6           | Éliminé                     | Éliminé                                    | Éliminé                      | Éliminé                                           | Éliminé                       |
| Stéphane Houdet                     | Simple - Hommes | Exempté                                   | Ward Victoire 6-2, 6-1               | Sanada Victoire 6-2, 7-5    | De la Puente Défaite 2-6, 6-4, 1-6         | Éliminé                      | Éliminé                                           | Éliminé                       |
| Guilhem Laget                       | Simple - Hommes | Bartram Défaite 4-6, 4-6                  | Éliminé                              | Éliminé                     | Éliminé                                    | Éliminé                      | Éliminé                                           | Éliminé                       |
| Gaëtan Menguy                       | Simple - Hommes | Borhan Victoire 6-1, 6-2                  | Gérard Victoire 3-6, 6-3, 7-64       | Spaargaren Défaite 4-6, 1-6 | Éliminé                                    | Éliminé                      | Éliminé                                           | Éliminé                       |
| Frédéric Cattaneo Stéphane Houdet   | Double - Hommes | Exemptés                                  | Berdichevsky/Lysov Victoire 6-2, 6-1 | -                           | Carneiro Silva/Rodrigues Victoire 6-3, 6-0 | Hewett/Reid Défaite 4-6, 3-6 | Caverzaschi/De la Puente Défaite 6-4, 4-6, [5-10] | 4e                            |
| Guilhem Laget Gaëtan Menguy         | Double - Hommes | Dong/Ji Défaite 3-6, 2-6                  | Éliminés                             | -                           | Eliminés                                   | Eliminés                     | Eliminés                                          | Eliminés                      |
| Ksenia Chasteau                     | Simple - Femmes | Benichi Victoire 6-0, 6-1                 | Kamiji Défaite 64-7, 0-6             | Éliminée                    | -                                          | Éliminée                     | Éliminée                                          | Éliminée                      |
| Pauline Déroulède                   | Simple - Femmes | Bernal Défaite 3-6, 1-6                   | Éliminée                             | Éliminée                    | -                                          | Éliminée                     | Éliminée                                          | Éliminée                      |
| Charlotte Fairbank                  | Simple - Femmes | Shuker Défaite 4-6, 5-7                   | Éliminée                             | Éliminée                    | -                                          | Éliminée                     | Éliminée                                          | Éliminée                      |
| Emmanuelle Mörch                    | Simple - Femmes | Ohtani Défaite 0-6, 0-6                   | Éliminée                             | Éliminée                    | -                                          | Éliminée                     | Éliminée                                          | Éliminée                      |
| Charlotte Fairbank Emmanuelle Mörch | Double - Femmes | Montjane/Venter Défaite 6-4, 1-6, [4-10]  | -                                    | -                           | Éliminées                                  | Éliminées                    | Éliminées                                         | Éliminées                     |
| Ksenia Chasteau Pauline Déroulède   | Double - Femmes | Bernal/Rodríguez Défaite 2-6, 6-4, [9-11] | -                                    | -                           | Éliminées                                  | Éliminées                    | Éliminées                                         | Éliminées                     |

### Tennis de table
| Fabien Lamirault                    | Simple Classe 2  | Exempté  | Toledo Victoire 3-1            | Park Victoire 3-0             | Suchanek Défaite 1-3       | Éliminé           | Médaille de bronze, Jeux paralympiques |  |  |  |  |
| Julien Michaud                      | Simple Classe 2  | Exempté  | Czuper Défaite 0-3             | Éliminé                       | Éliminé                    | Éliminé           | Éliminé                                |  |  |  |  |
| Florian Merrien                     | Simple Classe 3  | Exempté  | Baek Victoire 3-1              | Schmidberger Défaite 0-3      | Éliminé                    | Éliminé           | Éliminé                                |  |  |  |  |
| Sylvain Noël                        | Simple Classe 3  | Exempté  | van Emburgh Défaite 1-3        | Éliminé                       | Éliminé                    | Éliminé           | Éliminé                                |  |  |  |  |
| Maxime Thomas                       | Simple Classe 4  | -        | Saito Victoire 3-0             | Ogunkunle Défaite 1-3         | Éliminé                    | Éliminé           | Éliminé                                |  |  |  |  |
| Émeric Martin                       | Simple Classe 4  | -        | Shichino Défaite 0-3           | Éliminé                       | Éliminé                    | Éliminé           | Éliminé                                |  |  |  |  |
| Nicolas Savant-Aira                 | Simple Classe 5  | -        | Romero Victoire 3-0            | Urhaug Défaite 1-3            | Éliminé                    | Éliminé           | Éliminé                                |  |  |  |  |
| Esteban Herrault                    | Simple Classe 6  | -        | Torres Défaite 2-3             | Éliminé                       | Éliminé                    | Éliminé           | Éliminé                                |  |  |  |  |
| Stéphane Messi                      | Simple Classe 7  | -        | Bayley Défaite 0-3             | Éliminé                       | Éliminé                    | Éliminé           | Éliminé                                |  |  |  |  |
| Kevin Dourbecker                    | Simple Classe 7  | -        | Yagi Défaite 0-3               | Éliminé                       | Éliminé                    | Éliminé           | Éliminé                                |  |  |  |  |
| Thomas Bouvais                      | Simple Classe 8  | Exempté  | Didoukh Défaite 0-3            | Éliminé                       | Éliminé                    | Éliminé           | Éliminé                                |  |  |  |  |
| Clément Berthier                    | Simple Classe 8  | Exempté  | Chudzicki Victoire 3-2         | Nikolenko Défaite 2-3         | Éliminé                    | Éliminé           | Éliminé                                |  |  |  |  |
| Lucas Didier                        | Simple Classe 9  | -        | Adesope Victoire 3-0           | Cardona Victoire 3-1          | Ma Victoire 3-2            | Devos Défaite 0-3 | Médaille d'argent, Jeux paralympiques  |  |  |  |  |
| Matéo Bohéas                        | Simple Classe 10 | -        | Karpov Victoire 3-0            | Funayama Victoire 3-2         | Chojnowski Défaite 1-3     | Éliminé           | Médaille de bronze, Jeux paralympiques |  |  |  |  |
| Lucas Créange                       | Simple Classe 11 | -        | Exempté                        | Palos Défaite 0-3             | Éliminé                    | Éliminé           | Éliminé                                |  |  |  |  |
|                                     |                  |          |                                |                               |                            |                   |                                        |  |  |  |  |
| Fabien Lamirault Julien Michaud     | Double MD4       | -        | Exemptés                       | Czuper/Jakimczuk Victoire 3-2 | Jang/Park S.J. Défaite 1-3 | Éliminés          | Médaille de bronze, Jeux paralympiques |  |  |  |  |
| Émeric Martin Maxime Thomas         | Double MD8       | -        | Mihálik/Trávníček Victoire 3-0 | Cao/Feng Défaite 0-3          | Éliminés                   | Éliminés          | Éliminés                               |  |  |  |  |
| Florian Merrien Nicolas Savant-Aira | Double MD8       | -        | Liu/Zhai Défaite 1-3           | Éliminés                      | Éliminés                   | Éliminés          | Éliminés                               |  |  |  |  |
| Clément Berthier Esteban Herrault   | Double MD14      | -        | Exemptés                       | Bayley/Perry Victoire 3-2     | Liao/Yan Défaite 0-3       | Éliminés          | Médaille de bronze, Jeux paralympiques |  |  |  |  |
| Kevin Dourbecker Stéphane Messi     | Double MD14      | -        | Karabardak/Shilton Défaite 0-3 | Éliminés                      | Éliminés                   | Éliminés          | Éliminés                               |  |  |  |  |
| Matéo Bohéas Thomas Bouvais         | Double MD18      | Exemptés | Ma/Pellissier Victoire 3-2     | Manara/Massad Défaite 1-3     | Éliminés                   | Éliminés          | Éliminés                               |  |  |  |  |

| Flora Vautier                        | Simple classe 4  | Matić Victoire 3-0         | Mikolaschek Défaite 0-3      | Éliminée  | Éliminée  | Éliminée  |  |  |  |  |  |
| Alexandra Saint-Pierre               | Simple classe 5  | Exemptée                   | Jung Défaite 2-3             | Éliminée  | Éliminée  | Éliminée  |  |  |  |  |  |
| Morgen Caillaud                      | Simple classe 6  | Hammad Victoire 3-0        | Al-Dayyeni Défaite 0-3       | Éliminée  | Éliminée  | Éliminée  |  |  |  |  |  |
| Thu Kamkasomphou                     | Simple classe 8  | Exemptée                   | Perez Défaite 0-3            | Éliminée  | Éliminée  | Éliminée  |  |  |  |  |  |
| Lucie Hautière                       | Simple classe 8  | Tomono Défaite 0-3         | Éliminée                     | Éliminée  | Éliminée  | Éliminée  |  |  |  |  |  |
| Léa Ferney                           | Simple classe 11 | Exemptée                   | Acer Défaite 1-3             | Éliminée  | Éliminée  | Éliminée  |  |  |  |  |  |
|                                      |                  |                            |                              |           |           |           |  |  |  |  |  |
| Alexandra Saint-Pierre Flora Vautier | Double WD10      | Di Toro/Sands Victoire 3-0 | Matić/Perić-Rank Défaite 2-3 | Éliminées | Éliminées | Éliminées |  |  |  |  |  |
| Morgen Caillaud Lucie Hautière       | Double WD14      | -                          | Grebe/Wolf Défaite 1-3       | Éliminées | Éliminées | Éliminées |  |  |  |  |  |

| Athlètes                                | Compétition | Seizièmes de finale         | Huitièmes de finale            | Quarts de finale     | Demi-finales          | Finale           | Rang                                   |
| Athlètes                                | Compétition | Adversaire Score            | Adversaire Score               | Adversaire Score     | Adversaire Score      | Adversaire Score | Rang                                   |
| --------------------------------------- | ----------- | --------------------------- | ------------------------------ | -------------------- | --------------------- | ---------------- | -------------------------------------- |
| Fabien Lamirault Alexandra Saint-Pierre | Double XD7  | Exemptés                    | Glinbancheun/Jaion Défaite 0-3 | Éliminés             | Éliminés              | Éliminés         | Éliminés                               |
| Florian Merrien Flora Vautier           | Double XD7  | Exemptés                    | Flores/Leonelli Victoire 3-0   | Kim/Lee Victoire 3-2 | Feng/Zhou Défaite 0-3 | Éliminés         | Médaille de bronze, Jeux paralympiques |
| Matéo Bohéas Morgen Caillaud            | Double XD17 | Youssef/Hammad Victoire 3-0 | Peng/Xiong Défaite 0-3         | Éliminés             | Éliminés              | Éliminés         | Éliminés                               |
| Lucas Didier Thu Kamkasomphou           | Double XD17 | Torres/Pérez Victoire 3-0   | Didoukh/Shynkarova Défaite 0-3 | Éliminés             | Éliminés              | Éliminés         | Éliminés                               |

### Tir
| Sportif                       | Discipline                                        | Qualification | Qualification | Finale   | Finale                                 |
| Sportif                       | Discipline                                        | Score         | Rang          | Score    | Rang                                   |
| ----------------------------- | ------------------------------------------------- | ------------- | ------------- | -------- | -------------------------------------- |
| Justine Bève                  | Carabine à 50 m couché - SH2 Mixte                | 626,7         | 1re           | 164,2    | 6e                                     |
| Tanguy de La Forest           | Carabine à air comprimé à 10 m debout - SH2 Mixte | 638,2         | 1er           | 253,1    | Médaille d'argent, Jeux paralympiques  |
| Tanguy de La Forest           | Carabine à air comprimé à 10 m couché - SH2 Mixte | 636,5         | 7e            | 255,4    | Médaille d'or, Jeux paralympiques      |
| Tanguy de La Forest           | Carabine à 50 m couché - SH2 Mixte                | 622,0         | 7e            | 206,6    | 4e                                     |
| Gaëlle Edon                   | Pistolet à 10 m air comprimé - SH1 Femmes         | 567-16x       | 3e            | 171,9    | 5e                                     |
| Gaëlle Edon                   | Pistolet à 25 m - SH1 Mixte                       | 569-14x       | 9e            | Éliminée | Éliminée                               |
| Cédric Fèvre-Chevalier        | Carabine à air comprimé à 10 m couché - SH1 Mixte | 630,7         | 18e           | Éliminé  | Éliminé                                |
| Cédric Fèvre-Chevalier        | Carabine à 50 m couché - SH1 Mixte                | 616,2         | 21e           | Éliminé  | Éliminé                                |
| Pierre Guillaume-Sage         | Carabine à 10 m air comprimé couché - SH2 Mixte   | 626,8         | 32e           | Éliminé  | Éliminé                                |
| Kévin Liot                    | Carabine à air comprimé à 10 m debout - SH2 Mixte | 629,9         | 16e           | Éliminé  | Éliminé                                |
| Jean-Louis Michaud            | Carabine à air comprimé à 10 m debout - SH1 Mixte | 597,0         | 18e           | Éliminé  | Éliminé                                |
| Jean-Louis Michaud            | Carabine à 50 m 3 positions - SH1 Hommes          | 1173-60x      | 3e            | 397,0    | 7e                                     |
| Jean-Louis Michaud            | Carabine à 50 m couché - SH1 Mixte                | 625,5         | 5e            | 227,8    | Médaille de bronze, Jeux paralympiques |
| Romain Ramalingom-Sellemoutou | Pistolet à 25 m - SH1 mixte                       | 559-8x        | 17e           | Éliminé  | Éliminé                                |
| Didier Richard                | Carabine à 50 m 3 positions - SH1 Hommes          | 1135-42x      | 14e           | Éliminé  | Éliminé                                |
| Didier Richard                | Carabine à air comprimé à 10 m debout - SH1 Mixte | 615,4         | 12e           | Éliminé  | Éliminé                                |

### Tir à l'arc
| Athlète              | Compétition           | Tour préliminaire | Tour préliminaire | Seizièmes de finale     | Huitièmes de finale    | Quarts de finale | Demi-finales     | Finale Match pour la 3e place | Rang    |
| Athlète              | Compétition           | Score             | Rang              | Adversaire Score        | Adversaire Score       | Adversaire Score | Adversaire Score | Adversaire Score              | Rang    |
| -------------------- | --------------------- | ----------------- | ----------------- | ----------------------- | ---------------------- | ---------------- | ---------------- | ----------------------------- | ------- |
| Damien Letulle       | W1                    | 566               | 13e               |                         | Gaspar Défaite 119-136 | Éliminé          | Éliminé          | Éliminé                       | Éliminé |
| Maxime Guérin        | Libre - Arc à poulies | 686               | 17e               | Pavlik Victoire 143-138 | Ai Défaite 139-144     | Éliminé          | Éliminé          | Éliminé                       | Éliminé |
| Thierry Joussaume    | Libre - Arc à poulies | 679               | 24e               | Kadhim Défaite 140-141  | Éliminé                | Éliminé          | Éliminé          | Éliminé                       | Éliminé |
| Guillaume Toucoullet | Libre - Arc classique | 652               | 1er               | Exempté                 | Ramirez Défaite 4-6    | Éliminé          | Éliminé          | Éliminé                       | Éliminé |

| Athlète              | Compétition           | Tour préliminaire | Tour préliminaire | Seizièmes de finale       | Huitièmes de finale  | Quarts de finale        | Demi-finales     | Finale Match pour la 3e place | Rang     |
| Athlète              | Compétition           | Score             | Rang              | Adversaire Score          | Adversaire Score     | Adversaire Score        | Adversaire Score | Adversaire Score              | Rang     |
| -------------------- | --------------------- | ----------------- | ----------------- | ------------------------- | -------------------- | ----------------------- | ---------------- | ----------------------------- | -------- |
| Julie Rigault-Chupin | Libre - Arc à poulies | 689               | 6e                | Yorulmaz Victoire 130-127 | Lee Victoire 140-132 | Hemmati Défaite 140-143 | Éliminée         | Éliminée                      | Éliminée |
| Aziza Benhami        | Libre - Arc classique | 466               | 21e               | Ghahderijani Défaite 0-6  | Éliminée             | Éliminée                | Éliminée         | Éliminée                      | Éliminée |

| Athlètes                           | Compétition           | Tour préliminaire | Tour préliminaire | Huitièmes de finale       | Quarts de finale | Demi-finales     | Finale Match pour la 3e place | Rang     |
| Athlètes                           | Compétition           | Score             | Rang              | Adversaire Score          | Adversaire Score | Adversaire Score | Adversaire Score              | Rang     |
| ---------------------------------- | --------------------- | ----------------- | ----------------- | ------------------------- | ---------------- | ---------------- | ----------------------------- | -------- |
| Maxime Guérin Julie Rigault-Chupin | Libre - Arc à poulies | 1375              | 7e                | Australie Défaite 134-142 | Éliminés         | Éliminés         | Éliminés                      | Éliminés |
| Guillaume Toucoullet Aziza Benhami | Libre - Arc classique | 1118              | 13e               | Pologne Défaite 0-6       | Éliminés         | Éliminés         | Éliminés                      | Éliminés |

### Triathlon
| Athlètes                               | Catégorie | Natation (750 m) | Transition 1 | Vélo (20 km) | Transition 2 | Course (5 km) | Temps           | Résultat                               |
| -------------------------------------- | --------- | ---------------- | ------------ | ------------ | ------------ | ------------- | --------------- | -------------------------------------- |
| Louis Noël                             | PTWC      | 14 min 19 s      | 1 min 14 s   | 35 min 20 s  | 30 s         | 12 min 17 s   | 1 h 3 min 40 s  | 4e                                     |
| Jules Ribstein                         | PTS2      | 11 min 1 s       | 1 min 14 s   | 32 min 40 s  | 1 min 2 s    | 19 min 50 s   | 1 h 5 min 47 s  | Médaille d'or, Jeux paralympiques      |
| Geoffrey Wersy                         | PTS2      | 16 min 16 s      | 1 min 17 s   | 35 min 45 s  | 2 min 18 s   | 21 min 23 s   | 1 h 16 min 59 s | 7e                                     |
| Cédric Denuzière                       | PTS3      | 12 min 49 s      | 1 min 31 s   | 34 min 31 s  | 41 s         | 21 min 2 s    | 1 h 10 min 34 s | 5e                                     |
| Michaël Herter                         | PTS3      | 14 min 36 s      | 1 min 43 s   | 35 min 29 s  | 1 min 4 s    | 24 min 27 s   | 1 h 17 min 19 s | 9e                                     |
| Pierre-Antoine Baele                   | PTS4      | 10 min 49 s      | 1 min 13 s   | 31 min 12 s  | 28 s         | 17 min 43 s   | 1 h 1 min 25 s  | 4e                                     |
| Grégoire Berthon                       | PTS4      | 10 min 38 s      | 58 s         | 31 min 8 s   | 37 s         | 19 min 42 s   | 1 h 3 min 3 s   | 5e                                     |
| Alexis Hanquinquant                    | PTS4      | 9 min 35 s       | 1 min 24 s   | 29 min 48 s  | 33 s         | 16 min 41 s   | 58 min 1 s      | Médaille d'or, Jeux paralympiques      |
| Antoine Pérel guide: Yohan Le Berre    | PTVI      | 12 min 44 s      | 52 s         | 28 min 15 s  | 32 s         | 18 min 2 s    | 1 h 0 min 25 s  | Médaille de bronze, Jeux paralympiques |
| Thibaut Rigaudeau guide: Cyril Viennot | PTVI      | 13 min 38 s      | 41 s         | 27 min 37 s  | 32 s         | 17 min 37 s   | 1 h 0 min 5 s   | Médaille d'argent, Jeux paralympiques  |

| Athlètes                                | Catégorie | Natation (750 m) | Transition 1 | Vélo (20 km) | Transition 2 | Course (5 km) | Temps           | Résultat |
| --------------------------------------- | --------- | ---------------- | ------------ | ------------ | ------------ | ------------- | --------------- | -------- |
| Mona Francis                            | PTWC      | 16 min 22 s      | 1 min 5 s    | 40 min 52 s  | 40 s         | 15 min 25 s   | 1 h 14 min 24 s | 6e       |
| Cécile Saboureau                        | PTS2      | 13 min 57 s      | 1 min 59 s   | 38 min 52 s  | 1 min 14 s   | 25 min 41 s   | 1 h 21 min 43 s | 6e       |
| Élise Marc                              | PTS4      | 15 min 49 s      | 1 min 39 s   | 37 min 37 s  | 38 s         | 21 min 17 s   | 1 h 17 min 0 s  | 5e       |
| Camille Sénéclauze                      | PTS4      | 14 min 52 s      | 1 min 7 s    | 37 min 34 s  | 47 s         | 22 min 23 s   | 1 h 16 min 43 s | 4e       |
| Gwladys Lemoussu                        | PTS5      | 14 min 9 s       | 1 min 7 s    | 37 min 6 s   | 38 s         | 20 min 43 s   | 1 h 14 min 3 s  | 6e       |
| Héloïse Courvoisier guide: Anne Henriet | PTVI      | 16 min 36 s      | 58 s         | 32 min 0 s   | 44 s         | 20 min 45 s   | 1 h 11 min 3 s  | 7e       |
| Annouck Curzillat guide: Julie Marano   | PTVI      | 13 min 30 s      | 1 min 12 s   | 32 min 50 s  | 46 s         | 22 min 10 s   | 1 h 10 min 28 s | 5e       |

### Volley-ball
| Athlètes | Épreuve          | Phase de groupe        | Phase de groupe        | Phase de groupe                | Phase de groupe | Quart de finale / MC | Demi-finale      | Finale / MB      | Rang |
| Athlètes | Épreuve          | Adversaire Score       | Adversaire Score       | Adversaire Score               | Rang            | Adversaire Score     | Adversaire Score | Adversaire Score | Rang |
| --- | ---------------- | ---------------------- | ---------------------- | ------------------------------ | --------------- | -------------------- | ---------------- | ---------------- | ---- |
| Mamadou Alpha Bah Cyrille Chahboune Gildas Guiheneuf Matthieu Jagu Benjamin Lacroix-Desmazes Thomas Laronce Thibaud Lefrancois Benjamin Pillerault Jean-Christophe Rambeau Damien Roget Morgan Troussard Romain Wolniewicz | Tournoi masculin | Kazakhstan Défaite 0-3 | Égypte Défaite 0-3     | Bosnie-Herzégovine Défaite 0-3 | 4e du gr. A     | Ukraine Défaite 0-3  | Éliminés         | Éliminés         | 8e   |
| Jenna Agbodjan Prince Séverine Baillot Estelle Marsa-Galant Aurélie Garcia Olivia Lanes Julie Ligner Lynda Medjaheri Karen Faimali-Meger Anais Rigal                                                                       | Tournoi féminin  | Italie Défaite 0-3     | États-Unis Défaite 0-3 | Chine Défaite 0-3              | 4e du gr. A     | Rwanda Défaite 0-3   | Éliminées        | Éliminées        | 8e   |